# SARINA
SARINA（さりな、1986年11月20日 - ）は、日本の元AV女優。
作品により「サリナ」や「さりな」とも表記される。

## 略歴
2005年頃にデビュー。女子校生モノや人妻モノ、巨乳モノなどの作品に出演した企画AV女優である。

## 出演作品
2005年
- 素人コギャルHEANEN Vol.8（9月23日、ケイ・エム・プロデュース）
- WILD CAT（10月22日、オーロラプロジェクト）
- 潮吹き女子校生10連発 11（10月22日、クリスタル映像）
- HIGH SCHOOL FUCK（11月1日、アイデアポケット）
- 女子校生援交エレジー（11月3日、桃太郎映像出版）
- パイパン大運動会EX パイパン娘。Vs毛ありまんこ娘。（11月7日、カルマ）※「サリナ」名義
- 未成年ナンパ（11月19日、CROSS）
- Caba Nan Get（11月2日、グローリークエスト）
- SARINAのマンコをイカせるんだ!! 紗理曼堕（12月5日、YeLLOW）
- S級素人ギャル千人斬り!6 〜高田馬場・下落合オネギャル編〜（12月16日、ケイ・エム・プロデュース）
- 新人!! 美巨乳!! 乳フェイス（12月22日、シャイ企画）他出演:しほ、ゆう、あん　※「さりな」名義
- 破戒の旅W（12月23日、未来・フューチャー）共演:日野雫　※「サリナ」名義

2006年
- Super Ero Body 女子校生（2月16日、タカラ映像）
- MOODYZファン感謝祭 バコバコバスツアー2006（3月13日、MOODYZ）
- チンポいたぶり好きで寸止め好きないじめっ子ギャルに犯される!!（3月19日、ドグマ）
- ナースマニア（4月13日、カルマ）
- チンポいたぶり好きで、寸止め好きな、いじめっ子母姉妹に犯される!!（4月19日、ドグマ）
- 女だらけの世界 VOL.9 〜ハイテンション痴女子校生編〜（5月1日、MOODYZ）
- 女子校生制服騎乗 4（5月6日、クリスタル映像）
- 魅惑のランジェリーパブ 2度目の御来店ありがとうございます（6月8日、V&Rプロダクツ）
- SEA★GAL'S 3（6月15日、ドリームチケット）
- ザ・女子大生狩り 10（6月24日、クリスタル映像）
- 黒髪女子校生 4（7月14日、ビッグモーカル）
- 黒タイツ美脚女子校生（8月11日、ビッグモーカル）
- 恥部上場! 乱交ハーレム商事（8月13日、MOODYZ）
- 爆乳痴女ザーメン中毒（8月19日、エムズビデオグループ）
- ぶるみず女子校生 ist（8月25日、ビッグモーカル）
- Boin Switch! 3（8月25日、ビッグモーカル）
- この娘と。 act.03（9月12日、無敵屋）
- 巨乳ギャル強姦中出し（9月19日、ミスター・インパクト）
- ハイスクール部活 騎乗（9月22日、アリスJAPAN）
- オフィスレディ #1（9月25日、ビッグモーカル）
- GALS.18（10月5日、ドリームチケット）
- フェラコレ2006秋（10月10日、隼エージェンシー）
- 黒タイト美脚OL2*（10月13日、ビッグモーカル）
- 巨乳コギャルズ 健康診断（10月19日、CROSS）
- 19歳 処女。一本限りのAV出演。初脱ぎ…。初キス…。初挿入…。（11月4日、SODクリエイト）
- 巨乳 LOVE IV（11月11日、隼エージェンシー）
- オナニスト 第15章 40人のズリマン女（12月10日、隼エージェンシー）
- SARINAとキモ男のベロベロちゅうちゅう（12月13日、グローリークエスト）

2007年
- AV女優と1日デート Vol.2 in 名古屋（1月23日、テイクワン）
- Angel Kiss ビアンたちの愛情物語 3（1月25日、グラフィティジャパン）
- 巨乳 LOVE V（2月10日、隼エージェンシー）
- 素人コギャルHEAVEN Vol.13（2月23日、ケイ・エム・プロデュース）※「さりな」名義
- 巨乳レイプ4時間 第10章（4月12日、隼エージェンシー）
- 女教師レイプ2 レイプされる9人の女教師（4月12日、隼エージェンシー）
- フェラコレ2007春SP（4月12日、隼エージェンシー）
- 逆ナンパ中出し ナンパして中出しさせる8人のギャル（5月12日、隼エージェンシー）
- こだわりの手コキ 4時間SP 4 40人のハンドメイド（5月12日、隼エージェンシー）
- 東京Gals ベロCity 06（6月15日、ドリームチケット）
- 巨乳LOVE VI 1445センチ!総勢16人の巨乳ギャル（6月16日、隼エージェンシー）
- オナニスト ［第十七章］（6月16日、隼エージェンシー）
- バコバス2006&2007特別編（7月13日、MOODYZ）
- THE巨乳エステシャン 3（7月15日、ドリームチケット）
- キスマニア Vol.3（7月19日、ミスター・インパクト）
- 素人ドスケベGALS 完全版（6月18日、ケイ・エム・プロデュース）
- 人妻のいけない欲望 誘惑する5人の人妻たち 第2章（7月13日、隼エージェンシー）
- チンポいたぶり好きで、寸止め好きな、いじめっ子母姉妹に犯される!!（7月19日、ドグマ）
- 人妻の淫らな告白 義理の父親に犯された3人の巨乳妻（7月20日、Nadeshiko）
- Hot Models JUL 2007（7月31日、デジタルアーク）
- 愛しのフェラチーオ7 7人のザーメン中毒（8月11日、隼エージェンシー）
- オナニスト 第十八章（9月8日 隼エージェンシー）
- 極上手コキVol.3（9月19日、ミスター・インパクト）
- 生中出し巨乳ギャル（9月21日、メディアステーション）